# Sri Yukteswar
Priyanath Karar, meglio conosciuto col nome monastico di Sri Yukteswar (Serampore, 10 maggio 1855 – Puri, 9 marzo 1936), è stato un astrologo vedico, educatore, scrittore, yogi e guru indiano.
Membro del ramo Giri dell'ordine religioso degli Swami, fu discepolo di Lahiri Mahasaya nonché maestro di Paramhansa Yogananda. Durante la sua vita, non si spostò mai dall'India.

## Biografia
Sri Yukteswar, il cui nome di nascita era Priya Nath Karar, nacque a Serampore, in India, da Kshetranath Karar e Kadambini. Perse il padre in giovane età, e da allora assunse su di sé gran parte della responsabilità della gestione della sua famiglia.
Studente brillante, superò gli esami di ammissione per iscriversi al college missionario cristiano di Srirampur, dove rivolse i suoi interessi alla Bibbia, che studiò a fondo. I risultati dei suoi studi verranno in seguito riportati nel suo libro, La scienza sacra, che tratta dell'unità fondamentale dei principi religiosi yogici e cristiani, ritenuti compatibili con l'approccio scientifico tipicamente occidentale. Frequentò anche il Calcutta Medical College, allora affiliato all'Università di Calcutta, per quasi due anni.
Dopo aver lasciato l'università, Yukteswar si sposò ed ebbe una figlia, ma sua moglie morì pochi anni dopo il loro matrimonio. Nel 1884 incontrò Lahiri Mahasaya, che divenne il suo guru e lo iniziò al kriya yoga.
Sebbene non fosse stato ancora introdotto nell'ordine monastico degli swami, trascorse gran parte degli anni successivi in compagnia del suo guru, visitando spesso Lahiri Mahasaya a Benares. Nel gennaio 1894, mentre partecipava al Kumbha Mela di Allahabad, incontrò quello che a sua volta era stato il guru di Lahiri Mahasaya, Mahavatar Babaji. Costui chiese a Sri Yukteswar di scrivere un testo che mettesse in relazione le scritture indù con quelle bibliche; Sri Yukteswar avrebbe completato il libro richiesto in quello stesso anno, intitolandolo appunto Kaivalya Darsanam ovvero La Scienza Sacra.
Durante questo incontro, Mahavatar Babaji conferì anche a Sri Yukteswar il titolo di «Swami». Dopo essere entrato nell'ordine monastico, Yukteswar divenne vegetariano, pur consigliando sempre ai suoi allievi di scegliere una dieta adatta alla loro costituzione.
Sri Yukteswar fu inoltre membro onorario della Società Teosofica risiedente ad Adyar, senza tuttavia rivelare segni esteriori di questa sua appartenenza.
Il suo allievo Paramahansa Yogananda riferisce di vari aneddoti e vicende occorsi durante i propri anni di discepolato trascorsi col suo guru nell'ashram di Serampore. Oltre a questo, Sri Yukteswar possedeva un altro ashram a Puri, in Odisha, dove alternava la residenza durante l'anno per formare suoi discepoli, tra cui vi fu Satyananda Giri.
Descritto come un uomo dalla «presenza piacevole e di grande carattere», «meritevole della venerazione che i suoi seguaci gli dedicavano», era comunque noto per la sua sincera intuizione, la natura severa, e i rigorosi metodi di addestramento disciplinare, come rilevato da Yogananda nella propria autobiografia.
Dopo la morte di Yukteswar, Yogananda riferisce che il suo maestro avrebbe continuato ad apparirgli, materializzandosi in una luce spendente, per informare l'allievo della sua nuova dimora astrale, situata su un pianeta chiamato Hiranyaloka, dove avrebbe continuato la missione di aiutare anime evolute a liberarsi dal loro karma.

### Significato del nome
Alcuni discepoli indiani di Sri Yukteswar talora scrivono il suo nome Sriyukteshwar, come se Sri, che generalmente è un titolo di onore separato, facesse parte del suo nome: « [...] molti seguono la procedura usuale (per scrivere o pronunciare il nome di qualcuno in modo informale) e omettono lo "Sri" per dire solo "Yukteswar", ma questo non è corretto. Se si vuole mettere uno "Sri" all'inizio in modo dominante, allora il suo nome sarà: "Sri Sriyukteswar Giri"».
Yukteswar significa «unito con Ishwara», che è uno degli aspetti di Dio secondo la religione indù. Dopo la morte della moglie, Sri Yukteswar avrebbe deciso di diventare swami per evitare che i bramini disertassero le sue lezioni.

## Attività e dottrina
Fu uno dei guru indiani più rispettati dei suoi tempi, pur avendo una cerchia molto ristretta di allievi, a causa della severa disciplina che esercitava su di loro. 
Studioso del Bhagavadgītā ma anche della Bibbia, fondò parte del suo insegnamento sulle similitudini fra la tradizione cristiana e quella indù; nel 1894, su richiesta di Babaji, raccolse parte delle sue riflessioni su questo argomento in un piccolo libro intitolato Kaivalya Darshanam. Il libro fu poi ripubblicato nel 1920 dalla Self-Realization Fellowship, con il titolo The Holy Science.

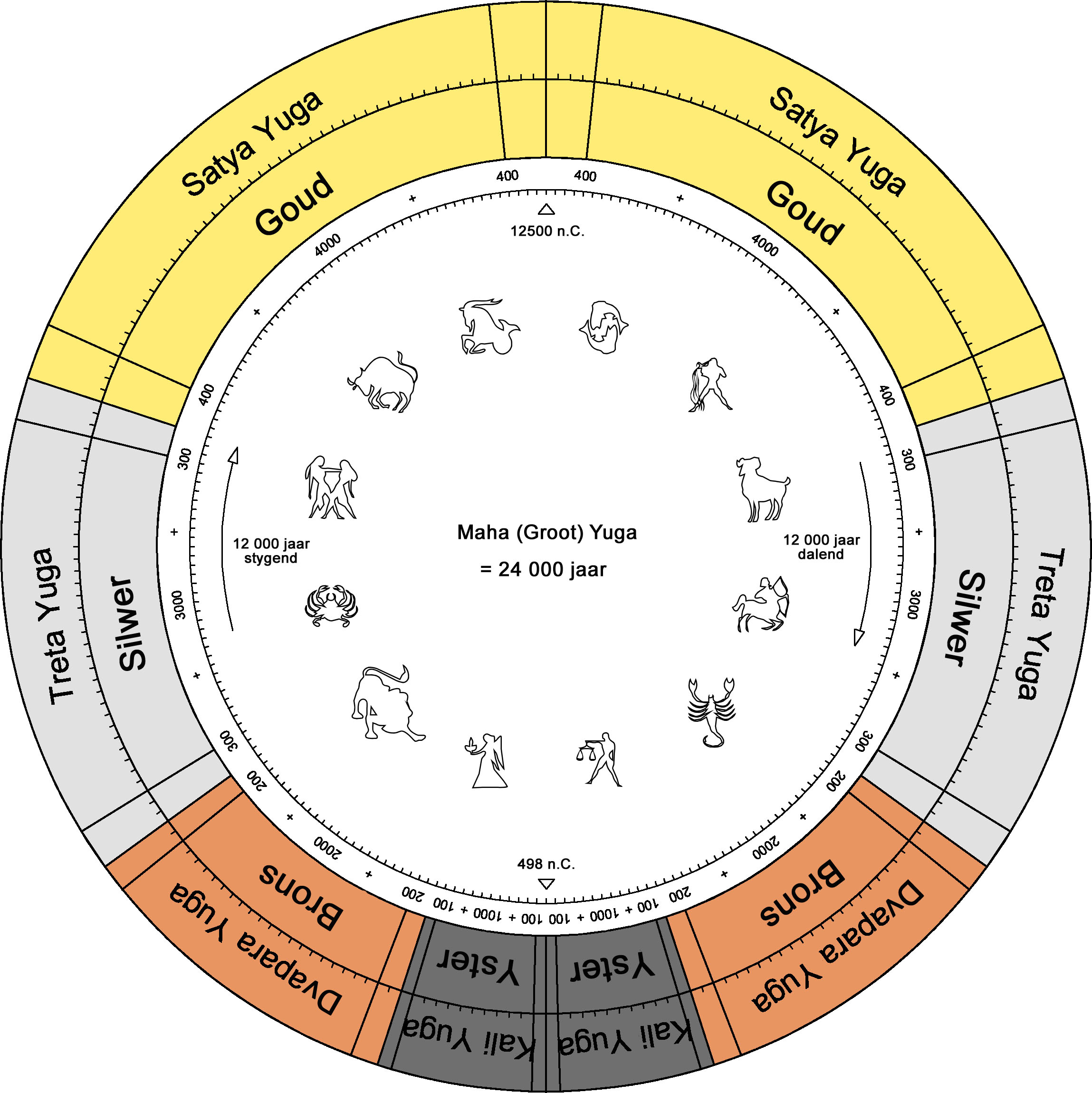
Il ciclo delle ere astrologiche illustrato da Sri Yukteswar nella sua Scienza Sacra, ciclo che egli pone in relazione con la suddivisione induista delle quattro età del mondo: oro, argento, bronzo, e ferro.

Proprio a causa del suo interesse per i parallelismi fra il pensiero religioso occidentale e quello orientale, Sri Yukteswar affidò al suo allievo Paramhansa Yogananda la missione di portare in Occidente la tradizione dello yoga, obiettivo in funzione del quale Paramhansa Yogananda fondò la Self Realization Fellowship (SRF) la cui principale missione è la diffusione del kriya yoga.
Questa pratica costituiva per Sri Yukteswar lo strumento di una scienza spirituale, una scienza rivolta cioè anche allo studio della realtà spirituale, che facesse anzi di questa il proprio oggetto di indagine privilegiato. La diffusione della scienza spirituale è resa possibile dalla fine del periodo oscuro del kali yuga, caratterizzato da ignoranza e materialismo. Yukteswar rivoluzionò in proposito le datazioni degli almanacchi indù, mettendo in relazione il ciclo degli yuga con le ere astrologiche.
(Paramhansa Yogananda, Autobiografia di uno yogi, 1946)